# 紀の川市
紀の川市（きのかわし）は、和歌山県の北部に位置する市。紀北地域（紀北圏域）に属する。

## 地理

紀の川市北部、JR和歌山線沿線一帯の空中写真。
2012年7月27日撮影の22枚を合成作成。。

紀の川市は和歌山県の北部に位置し、西側は岩出市と和歌山市、東側は伊都郡かつらぎ町、南側は海南市および海草郡紀美野町に接している。北側はすぐ大阪府で、岸和田市、貝塚市、泉佐野市、泉南市に接している。ただ、貝塚市については、同市にある渓流園地と紀の川市にある粉河ハイランドパークの間にある林道 東手川線を除き、直接結ぶ道路は整備されていない。
紀の川市は北に和泉山脈、南に紀伊山地を控え、この間を東西に市名の由来でもある一級河川紀の川が貫流している。南部からは貴志川が紀の川に合流しており、平野部はこれらの河川に沿って発達している。
なお、紀の川市の総面積は228.21km2で、和歌山県全域の約5%を占める。

### 人口
平成22年国勢調査(速報値)より前回調査からの人口増減をみると、2.97%減の65,845人であり、増減率は県内30市町村中5位。
| |                                          |  |
| 紀の川市と全国の年齢別人口分布（2005年） | 紀の川市の年齢・男女別人口分布（2005年） |  |
| ■紫色 ― 紀の川市 ■緑色 ― 日本全国 | ■青色 ― 男性 ■赤色 ― 女性                |  |
| 紀の川市（に相当する地域）の人口の推移 \| 1970年（昭和45年） \| 61,317人 \| \| \| 1975年（昭和50年） \| 61,279人 \| \| \| 1980年（昭和55年） \| 62,218人 \| \| \| 1985年（昭和60年） \| 64,431人 \| \| \| 1990年（平成2年） \| 65,126人 \| \| \| 1995年（平成7年） \| 68,802人 \| \| \| 2000年（平成12年） \| 70,067人 \| \| \| 2005年（平成17年） \| 67,862人 \| \| \| 2010年（平成22年） \| 65,840人 \| \| \| 2015年（平成27年） \| 62,616人 \| \| \| 2020年（令和2年） \| 58,816人 \| \| |                                          |  |
| 総務省統計局 国勢調査より |                                          |  |
| 1970年（昭和45年） | 61,317人                                 |  |
| 1975年（昭和50年） | 61,279人                                 |  |
| 1980年（昭和55年） | 62,218人                                 |  |
| 1985年（昭和60年） | 64,431人                                 |  |
| 1990年（平成2年） | 65,126人                                 |  |
| 1995年（平成7年） | 68,802人                                 |  |
| 2000年（平成12年） | 70,067人                                 |  |
| 2005年（平成17年） | 67,862人                                 |  |
| 2010年（平成22年） | 65,840人                                 |  |
| 2015年（平成27年） | 62,616人                                 |  |
| 2020年（令和2年） | 58,816人                                 |  |

## 歴史
- 2005年（平成17年）11月7日 - 那賀郡打田町・貴志川町・粉河町・那賀町・桃山町の合併により紀の川市が発足。市名は公募によって決められた[3] 。
- 2006年（平成18年）11月1日 - 市民憲章が制定される[4]。
- 2008年（平成20年）3月31日 - 紀の川市の目指すべき将来のまちづくりのための「第1次紀の川市長期総合計画」が策定される。
- 2008年（平成20年）4月1日 - コミュニティバスである紀の川市政バスの運行が始まる。

## 行政

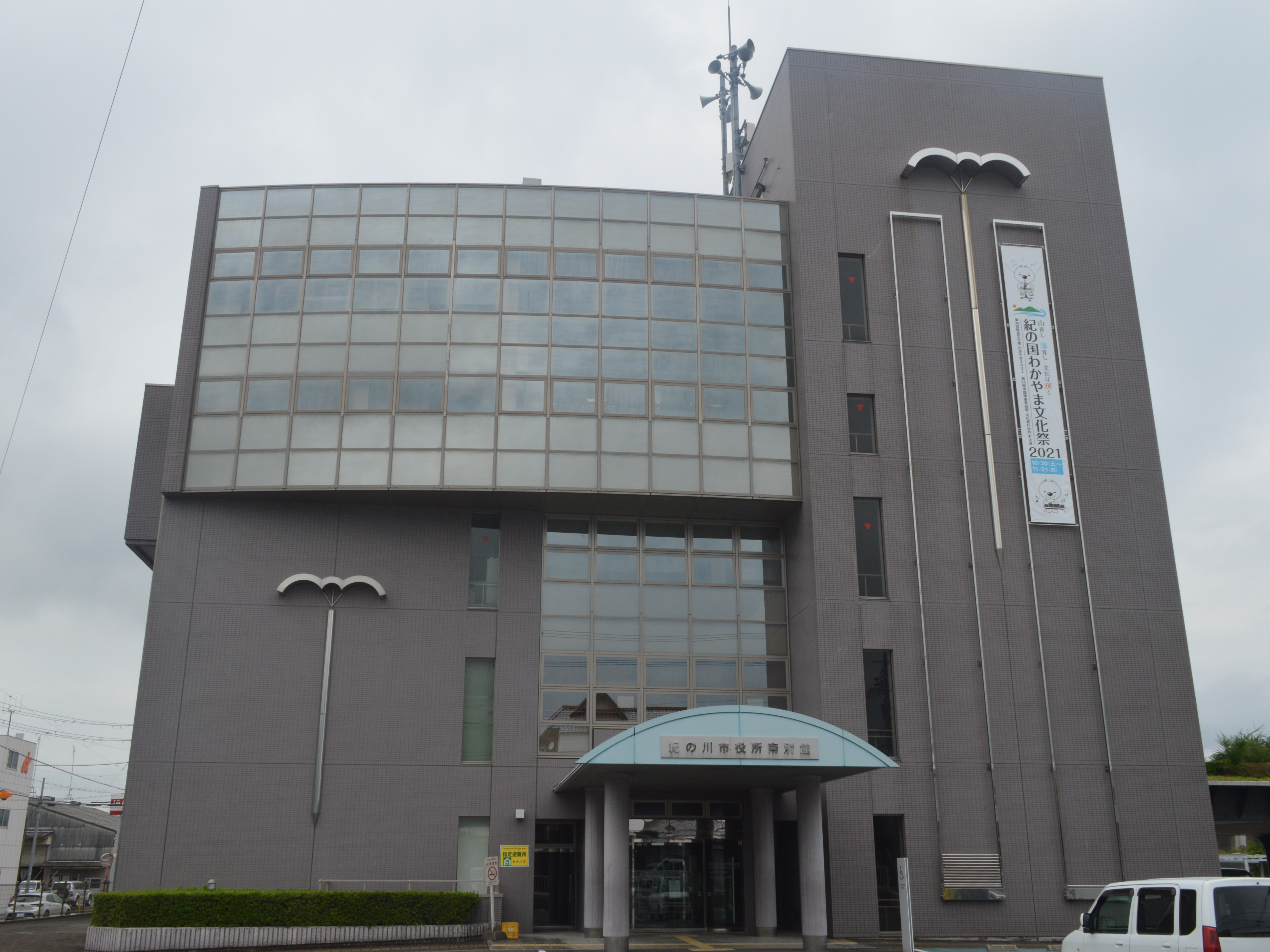
紀の川市役所南別館

### 市長
- 市長： 岸本健（元和歌山県議会議員、元衆議院議員、2022年2月27日就任）

### 市章
紀の川市の「紀」の文字をデフォルメし、自然の豊かさに包まれた快適な都市をデザインしたもので、市を象徴する「紀の川」の流れや、澄んだ空をイメージしたブルーを基調に、中心から交流の輪が広がる様子を描いている。全国から募集し、神戸市在住の女性の作品が採用された。

### 議会
定数:20(そのうち4人が女性で、議員の18.18％が女性。)

### 市役所・支所・出張所
市役所本庁舎のほか、基本的な窓口業務を行う支所・出張所が設置されている。
- 本庁舎 - 紀の川市西大井338
- 粉河支所 - 紀の川市粉河580
- 那賀支所 - 紀の川市名手市場144-1
- 桃山支所 - 紀の川市桃山町元376
- 貴志川支所 - 紀の川市貴志川町神戸331
- 鞆渕出張所 - 紀の川市中鞆渕1041

## 経済

### 主な産業
第一次産業が盛んであるが、工業製品も数多く生産されている。紀の川市の発足前から業務を営む地元の中小企業が多い。老朽化・手狭になった都心・郊外から移転してきた大手企業の事業所・工場もある。
農業が盛んであり、「フルーツ王国」といわれるほどに特に果樹栽培で知られ、市場出荷のほか、阪神圏に近いために観光農園や直売所販売も多い。合併前の各自治体が特産物育成に注力していた背景もあり、モモ（旧桃山町、旧粉河町など）、イチゴ（旧貴志川町、旧打田町）、ハッサク（旧粉河町）、イチジク（旧打田町）、キウイフルーツ（旧那賀町、旧粉河町）においては県内一の生産量を誇り、他にウンシュウミカン、ウメ、カキなどの生産が盛ん。とりわけ、モモ、イチゴ、ハッサク、イチジク、キウイ、カキ（紀の川柿）の6種は県外への出荷も多いためPR用にマスコットキャラも作っている。また、タマネギ、ナスなどの野菜や花卉栽培も盛んで、葉ボタンの生産は日本一となっている。

### 就業人口構成
紀の川市における就業人口の構成を見ると、第一次産業従事者は21.0%で、和歌山県全体の平均の10.6%の2倍近い割合で、農業が盛んである。特に旧粉河町と旧桃山町では第一次産業従事者割合が高くなっている。一方、旧貴志川町はこれらと対照的に第一次産業従事者が県の平均を下回り、第二次産業の割合が高くなっている。ちなみに最近では、市内でサービス業やIT関連事業を営む事業者も増えている。

### 主な企業

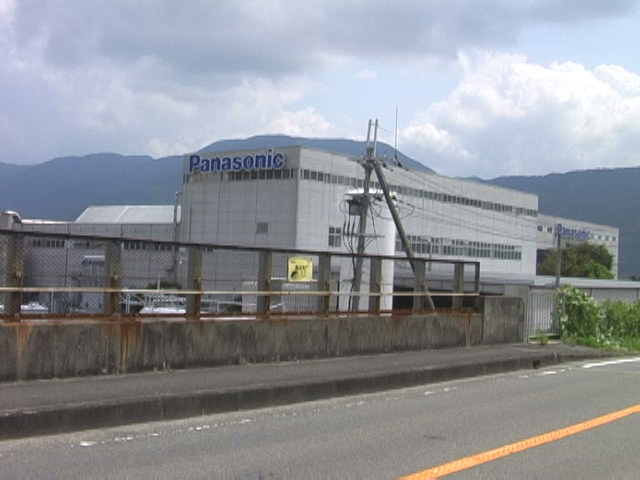
パナソニック株式会社 エナジー社 和歌山工場

- パナソニック株式会社 エナジー社 和歌山工場
- 株式会社総合車両製作所和歌山事業所
- 和歌山バス那賀株式会社 （和歌山県紀の川市藤崎271）
- 紀北印刷 （紀の川市西大井133）
1965年（昭和40年）11月22日に設立された印刷業者。企画・デザインから印刷・製本に至るまで一括して手がける。企業のホームページの委託制作も手掛けている。
- ハグルマ株式会社 （本社 紀の川市西三谷717、桃山工場 紀の川市桃山町調月1758-8）
- デュプロ精工株式会社 （紀の川市上田井353）
- 初光酒造（紀の川市貴志川町丸栖87）
1897年（明治30年）創業の日本酒メーカー。主な銘柄は「よろこびの酒」「ワールドカップ」。
- 株式会社梅丹本舗 （紀の川市北勢田1088－11） - 2016年9月に本社工場を移転。
- 株式会社はまだ -（和歌山県紀の川市中井阪74）
- 九重雑賀 - （紀の川市桃山町元142-1）

### 金融機関
- 紀陽銀行　粉河支店、貴志川支店

（桃山出張所　岩出支店内ブランチインブランチ）、（名手支店、粉河支店内ブランチインブランチ）、（打田支店、岩出支店内ブランチインブランチ）
- きのくに信用金庫　打田支店（西大井）、貴志川支店（貴志川町前田）

### 日本郵政グループ
集配郵便局
- 池田郵便局（東大井）　★
- 貴志川郵便局（貴志川町神戸）　★

- 粉河郵便局（粉河）　★
- 桃山郵便局（桃山町元）　★

- 名手郵便局（名手市場）　★

無集配郵便局
- 打田郵便局（打田）
- 打田南中郵便局（南中）
- 丸栖郵便局（貴志川町丸栖）
- 貴志川長山郵便局（貴志川町長山）

- 粉河北石町郵便局（粉河）
- 川原郵便局（野上）
- 粉河鞆渕郵便局（中鞆渕）
- 粉河荒見郵便局（荒見）

- 紀伊長田駅前郵便局（嶋）
- 桃山黒川郵便局（桃山町黒川）
- 麻生津郵便局（北涌）

簡易郵便局
- 下井阪簡易郵便局（下井阪）
- 貴志川井ノ口簡易郵便局（貴志川町井ノ口）

- 調月簡易郵便局（桃山町調月）

- 細野簡易郵便局（桃山町中畑）

簡易郵便局を除く各郵便局にゆうちょ銀行のATMが設置され、★印の郵便局ではホリデーサービスを実施（2012年9月現在）。
紀の川市の郵便番号は以下のとおり。
- 「640-04xx」＝旧貴志川町域。貴志川郵便局の管轄。
- 「640-13xx」＝旧桃山町域（桃山町峯、桃山町中畑、桃山町垣内（かいと））。国吉郵便局（海草郡紀美野町田（た））の管轄。
- 「649-61xx」＝旧桃山町域（前述以外の地域）、旧打田町域（高野、竹房（451番地以上））。桃山郵便局の管轄。
- 「649-64xx」＝旧打田町域（前述以外の地域）。池田郵便局の管轄。
- 「649-65xx」＝旧粉河町域。粉河郵便局の管轄。
- 「649-66xx」＝旧那賀町域。名手郵便局の管轄。

## 教育

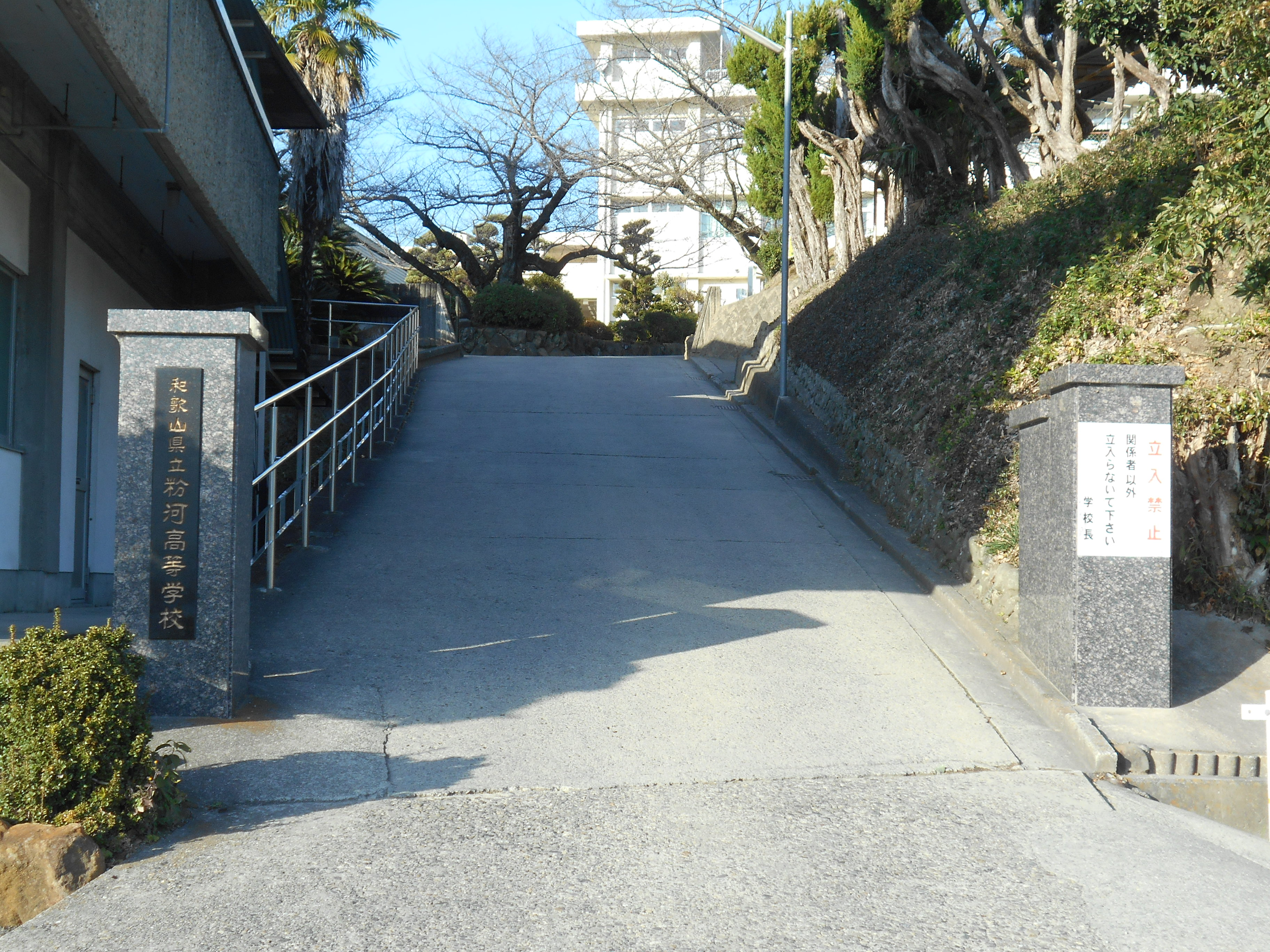
和歌山県立粉河高等学校

### 大学
- 近畿大学生物理工学部

### 高等学校
- 和歌山県立粉河高等学校
- 和歌山県立貴志川高等学校

### 中学校
- 紀の川市立荒川中学校
- 紀の川市立打田中学校
- 紀の川市立打田中学校仙渓分校
- 紀の川市立貴志川中学校
- 紀の川市立粉河中学校
- 紀の川市立鞆渕中学校
- 紀の川市立那賀中学校

### 小学校
- 紀の川市立安楽川小学校
- 紀の川市立池田小学校
- 紀の川市立麻生津小学校
- 紀の川市立上名手小学校
- 紀の川市立川原小学校
- 紀の川市立粉河小学校
- 紀の川市立田中小学校
  - 紀の川市立田中小学校高野分校
- 紀の川市立調月小学校
- 紀の川市立鞆渕小学校
- 紀の川市立名手小学校
- 紀の川市立長田小学校
- 紀の川市立中貴志小学校
- 紀の川市立西貴志小学校
- 紀の川市立東貴志小学校
- 紀の川市立丸栖小学校
- 紀の川市立竜門小学校

### 図書館
2005年（平成17年）の紀の川市誕生後、財政難や施設の老朽化を理由として、紀の川市立図書館は5館から2館に再編された。紀の川市立打田図書館は紀の川市立河北図書館に改称、紀の川市立貴志川図書館は貴志川支所跡に移転新築されて紀の川市立河南図書館となった。2015年（平成27年）6月には紀の川市立粉河図書館が、同年7月には紀の川市立那賀図書館が、同年8月には紀の川市立桃山図書館が閉館している。河南図書館の愛称として「おりひめ」が、河北図書館の愛称として「ひこぼし」が付けられている。
- 紀の川市立図書館（組織名）
  - 紀の川市立河南図書館「おりひめ」
  - 紀の川市立河北図書館「ひこぼし」

## 交通
市外への通勤・通学先としては、和歌山市が最も多い。

### 鉄道
かつて和歌山電鐵貴志川線貴志駅ではたまが「猫の駅長」として親しまれた。
西日本旅客鉄道（JR西日本）
- 和歌山線
  - 名手駅 - 粉河駅 - 紀伊長田駅 - 打田駅 - 下井阪駅

和歌山電鐵
- 貴志川線
  - 大池遊園駅 - 西山口駅 - 甘露寺前駅 - 貴志駅

市の中心駅:打田駅
紀の川市内全ての駅が無人駅である。

### 路線バス
- 和歌山バス那賀
  - 紀伊粉河線
  - 粉河熊取線

### コミュニティバス
- 紀の川コミュニティバス
- 紀の川市地域巡回バス

### 道路

#### 高速道路
- 京奈和自動車道（紀北東道路・紀北西道路）
  - （かつらぎ町） - 紀の川東IC - 紀の川IC - （岩出市）

#### 一般国道
- 国道24号
- 国道424号
- 国道480号

#### 県道
- 和歌山県道3号かつらぎ桃山線
- 和歌山県道4号高野口野上線
- 和歌山県道7号粉河加太線
- 和歌山県道10号岩出野上線
- 和歌山県道13号和歌山橋本線
- 和歌山県道14号和歌山打田線
- 大阪府道・和歌山県道62号泉佐野打田線
- 和歌山県道119号中三谷下井阪線
- 和歌山県道120号上鞆淵那賀線
- 和歌山県道121号西川原名手市場線
- 和歌山県道122号西川原粉河線
- 和歌山県道123号荒見粉河線
- 和歌山県道124号粉河寺線
- 和歌山県道126号粉河那賀線
- 和歌山県道127号中尾名手市場線
- 和歌山県道128号桃山下井阪線
- 和歌山県道129号垣内貴志川線
- 和歌山県道130号桃山丸栖線
- 和歌山県道131号新田広芝岩出停車場線
- 和歌山県道132号船戸停車場線
- 和歌山県道134号小豆島岩出線
- 和歌山県道803号紀の川自転車道線
- 和歌山県道804号貴志川自転車道線

#### 紀の川市道
- 紀泉高原林道線（通称:紀泉高原スカイライン）
- 重谷林道線

#### 道の駅
- 青洲の里

## 名所・旧跡・観光スポット・祭事・催事

### 祭事
- 春季（3〜5月）
  - 秋葉山公園桜まつり
  - 百合山花まつり
  - 桃山まつり
- 夏季（6〜8月）
  - 粉河まつり
- 秋季（9〜11月）
  - 青洲まつり
  - 百合山ウォークラリー
- 冬季（12〜2月）
  - 長田観音初午・二の午

### 神社・仏閣
- 海神社
- 春日神社
- 三船神社 - 国の重要文化財3棟
- 粉河寺 - 西国三十三所、庭園は国の名勝、国の重要文化財4棟
- 十禅律院
- 興山寺 - 本堂は国の登録有形文化財
- 光明寺
- 名手八幡神社
- 貴志川八幡宮
- 大國主神社
- 長田観音
- 鞆淵八幡神社 - 沃懸地螺鈿金銅装神輿は国宝、室町時代建立の大日堂と本殿は国の重要文化財

### 自然景勝地・公園・レジャー施設等
- 神通温泉
- きしべの里
- 平池（平池緑地公園）
- 屋形船
- 秋葉山公園
- 桜池
- 龍門山の磁石岩
- キイシモツケ群生地
- 深山渓谷
- 雄滝雌滝
- 大池遊園

### 歴史遺産・文化財・博物館等

春林軒

- 青洲の里 - 春林軒、フラワーヒルミュージアム、華岡青洲顕彰記念公園
- 旧名手宿本陣 - 華岡青洲の妻加恵の実家、国の重要文化財3棟、国の史跡
- 猿岡山城跡 - 粉河寺を牽制するために藤堂高虎が猿岡山（現・秋葉山公園）に築城した
- 古和田城跡 - 現在の紀の川市古和田の光園寺にあった城。築城者は南北朝時代で楠木正成の外戚にあたる和田親遠。その後和田高家の時代に和泉国の「岸」という地に移り新しく城を築いた。地名と高家の苗字の和田が合わさり、同地が岸和田と呼ばれるようになり、元の地を「古い和田の城の地」古和田と呼ばれるようになった。
- 紀伊国分寺 - 国の史跡
  - 史跡紀伊国分寺跡歴史公園
  - 紀の川市歴史民俗資料館
- 桃りゃんせ夢工房
- ほん木もん
- 西行法師像
- 西光万吉寓居跡 - 不戦和栄の碑
- 美福門院供養墓地
- 古墳
  - 丸山古墳 - 県指定史跡、円墳
  - 罐子塚古墳 - 円墳
  - 双子三昧塚古墳 - 前方後円墳
  - 平池古墳群 - 円墳および前方後円墳
  - 上瑞古墳 - 円墳
  - 高尾山1号墳 - 円墳
  - 貝束壺古墳群 - 円墳
  - 七ツ塚古墳群
  - 八幡塚古墳

### アウトドア・スポーツ関係
- ハイランドパーク粉河
- 百合山遊歩道ハイキングコース
- 細野渓流キャンプ場
- 和泉葛城山
- 龍門山ハイキングコース

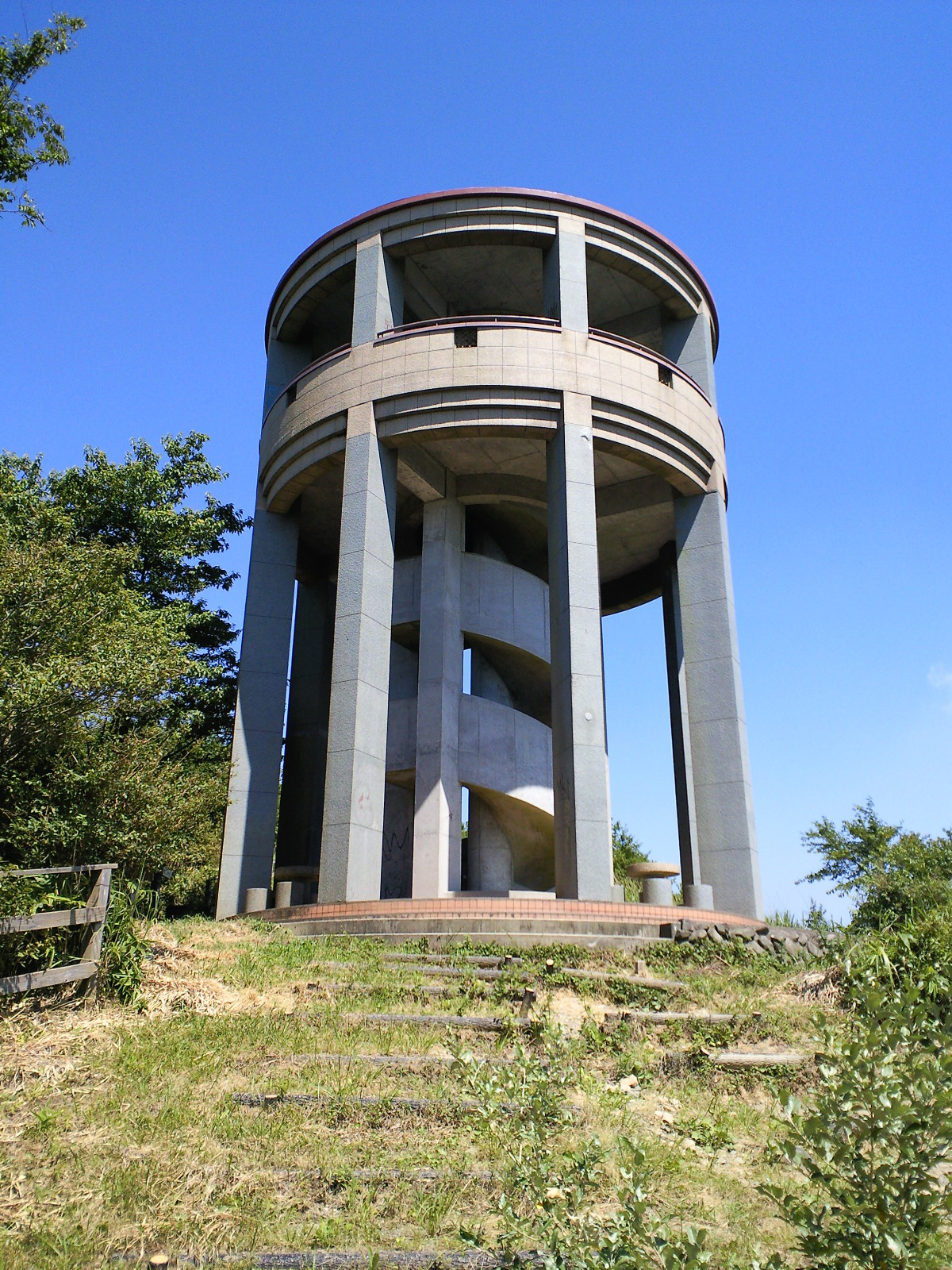
和泉葛城山展望台
紀の川市切畑
大阪府岸和田市塔原町
大阪府貝塚市蕎原

- 寺山&龍門山スカイスポーツ - パラグライダーのテイクオフ基地
- 紀の川市桃源郷運動公園陸上競技場

### 特産品の施設
- めっけもん広場
- 花野果さん
- 雨山観光農園
- 観光特産センターこかわ
- 貴志川観光物産センター
- 桃山特産センター

## 著名人出身者

### 出身者
- 西行 - 平安時代末期の武士・歌人・僧侶
- 明算 - 平安時代の僧侶、中院流の開祖
- 華岡青洲 - 江戸時代の医師
- 松山棟庵 - 幕末・明治時代の医師

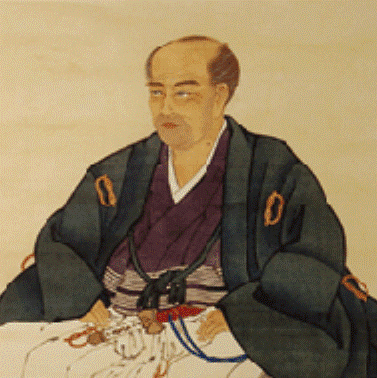
華岡青洲

- 千田軍之助 - 衆議院議員、ジャーナリスト
- 児玉仲児 - 官吏、衆議院議員
- 児玉亮太郎 - 衆議院議員
- 岸本光造 - 衆議院議員
- 岸本健 - 衆議院議員、和歌山県議会議員、紀の川市長
- 中村愼司 - 元紀の川市長
- 清原邦一 - 検事総長
- 山口明夫 - 実業家、日本IBM社長、経済同友会副代表幹事
- 中西寅雄 - 経営経済学者
- 迫間房太郎 - 明治・大正時代の実業家
- 保田龍門 - 画家・彫刻家
- 保田春彦 - 画家・彫刻家
- 桂文福 - 落語家
- 楠見薫 - 女優
- 豊岡んみ - 女優
- 川原光貴 - シンガーソングライター
- TOMPEI - 歌手
- 堀戸けい - 漫画家
- 村田昴 - プロボクサー
- 薪谷翠 - 柔道家
- 千代雷山 - 大相撲力士
- 潰滝大記 - 陸上競技選手
- 三口智也 - 近代五種競技選手
- 岩田凌 - ボートレーサー
- 吉田守一 - ハンドボール選手
- 羽畑公貴 - サッカー選手
- 久保裕一 - サッカー選手
- 土井豊 - プロ野球選手
- 土橋修 - プロ野球選手
- 木村勉 - プロ野球選手
- 伊勢川真澄 - プロ野球選手
- 藪上敏夫 - プロ野球選手
- 岩田徹 - プロ野球選手
- 坂口真規 - プロ野球選手
- 西川遥輝 - プロ野球選手
- 益田直也 - プロ野球選手
- 平井諒 - プロ野球選手
- 山崎晃大朗 - プロ野球選手
- 小坂将商 - 高校野球指導者、智辯学園高校硬式野球部監督
- 植万由香 - アナウンサー、ZagaDa初期メンバー
- マコーマック明子 - フリーアナウンサー
- 高松良誠 - フリーアナウンサー

### ゆかりのある人物
- 藤原秀郷 - 平安時代中期の貴族、豪族、武将。旧打田町一帯を荘園として治めていた。西行は秀郷の嫡流であり、9世孫
- 藤堂高虎 - 戦国時代から江戸時代初期にかけての武将、大名。天正13年（1585年）に紀伊国粉河に5,000石を与えられ、猿岡山城（現・秋葉山公園）を築城後2万石まで加増され、天正20年（1592年）まで7年間粉河を領し、粉河寺の再興や粉河祭の復活に努め、大きな功績を治めた
- 杉良太郎 - 俳優、歌手。紀の川市桃山町で桃園を借りて、杉良太郎果樹園を運営[11]
- 藤原紀香 - 女優、モデル、タレント。母親が旧那賀郡出身で、この縁もあり2015年より紀の川市のフルーツ大使を務める[12]
- 志賀俊之 - 実業家。中学・高校を旧打田町で過ごす
- 和田勇 - 実業家、積水ハウス元代表取締役会長兼CEO。2歳のとき父の実家のある旧上名手村へ転居
- 高嶋仁 - 高校野球指導者、前智弁学園和歌山高等学校硬式球部監督。紀の川市在住
- 西光万吉 - 全国水平社設立の中心人物。晩年は旧打田町西井阪に移住